# Siegelring-Schwimmnatter
Die Siegelring-Schwimmnatter (Nerodia sipedon), gelegentlich auch als Siegelringnatter oder Siegel-Ringelnatter bezeichnet, ist eine mit mehreren Unterarten in Nordamerika vorkommende ungiftige Schlange aus der Unterfamilie der Wassernattern (Natricinae). Im englischen Sprachgebrauch wird die Art mit vielen Trivialnamen versehen, dazu zählen common, northern oder banded watersnake (Gemeine, Nördliche oder Gebänderte Wasserschlange). Sie zählt zu den häufigsten Schlangen im Osten der Vereinigten Staaten.

## Beschreibung
Ausgewachsene Siegelring-Schwimmnattern erreichen eine Körperlänge von 61 bis 140 Zentimetern. Die Weibchen sind stets etwas größer als die Männchen. Farblich gibt es zwischen den Geschlechtern keine Unterschiede. Der Kopf ist flach und nur schwach ausladend. Die Schuppen sind gekielt, die Analplatte ist geteilt. Siegelring-Schwimmnattern sind farblich sehr variabel und es können gelbbraune, rotbraune, graubraune oder schwarzbraune Exemplare auftreten. Individuen der Unterart Nerodia sipedon insularum zeigen eine wenig kontrastreiche graue Färbung. Der Rücken und die Seiten sind bei sämtlichen Formen mit einer Reihe von nahezu quadratischen dunkelbraunen oder dunkelgrauen Flecken, die teilweise versetzt sind und zu breiten Bändern verschmelzen können, überzogen. Die Bauchseite ist normalerweise weiß, gelblich oder orangefarben und mit dunklen halbmondförmigen dunkelbraunen Zeichen an den Rändern versehen. Die Pupillen sind rund.
Die Färbung ist bei Jungtieren lebhaft sattelartig gefleckt. Bei der Geburt erreichen sie eine Länge von 19 bis 27,3 Zentimetern.
Eine Besonderheit ist, dass die Siegelring-Schwimmnattern im Wasser anders aussehen als an Land. Wenn die Schuppen trocknen sind, erscheinen die Farben gleichmäßig und eintönig, meist auch dunkler und es kann mitunter schwierig sein, die Farbbänder der Schlange zu erkennen, die im Wasser hingegen meist bunt und sehr kontrastreich schimmern.

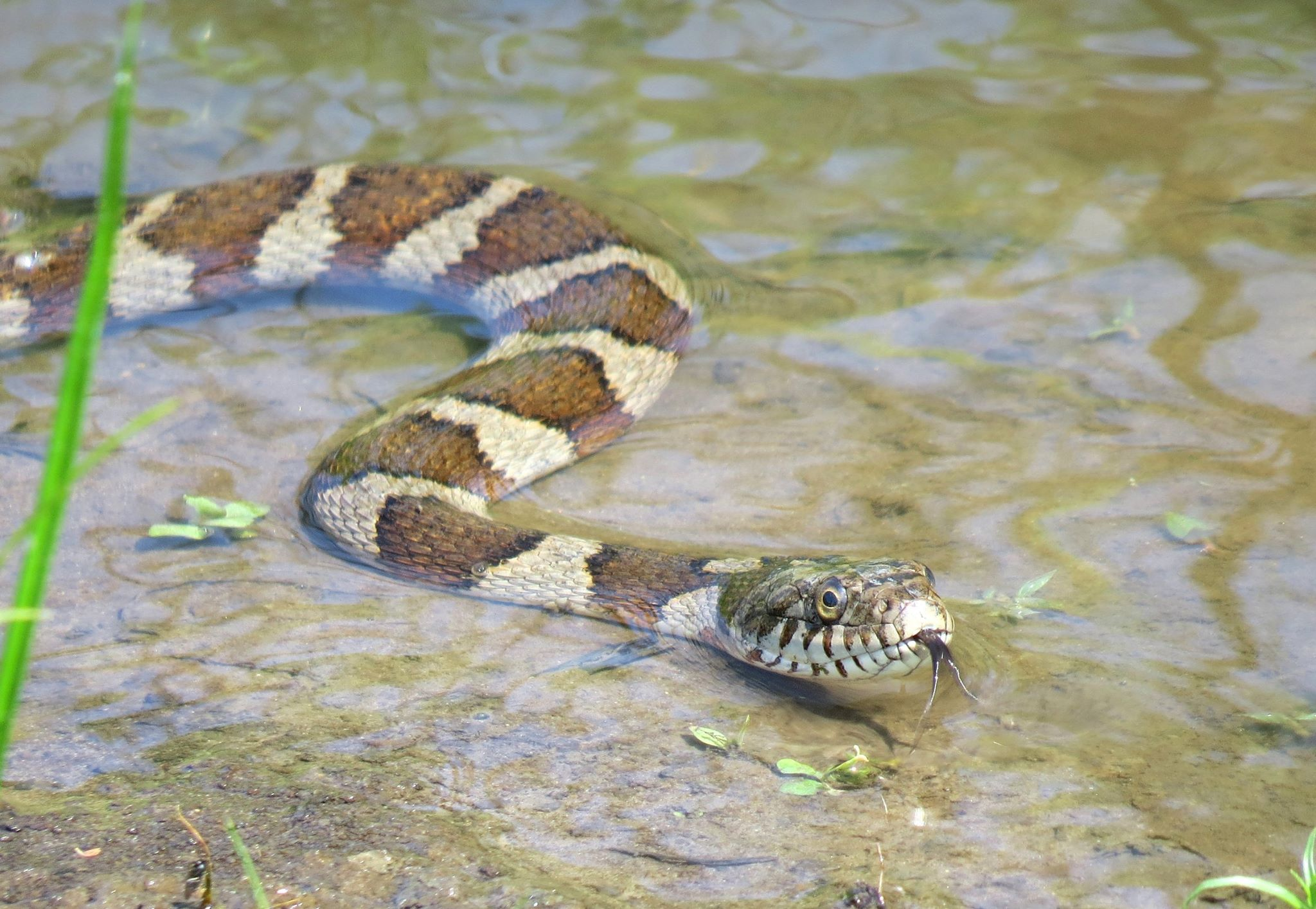
Exemplar mit kräftiger Bänderzeichnung
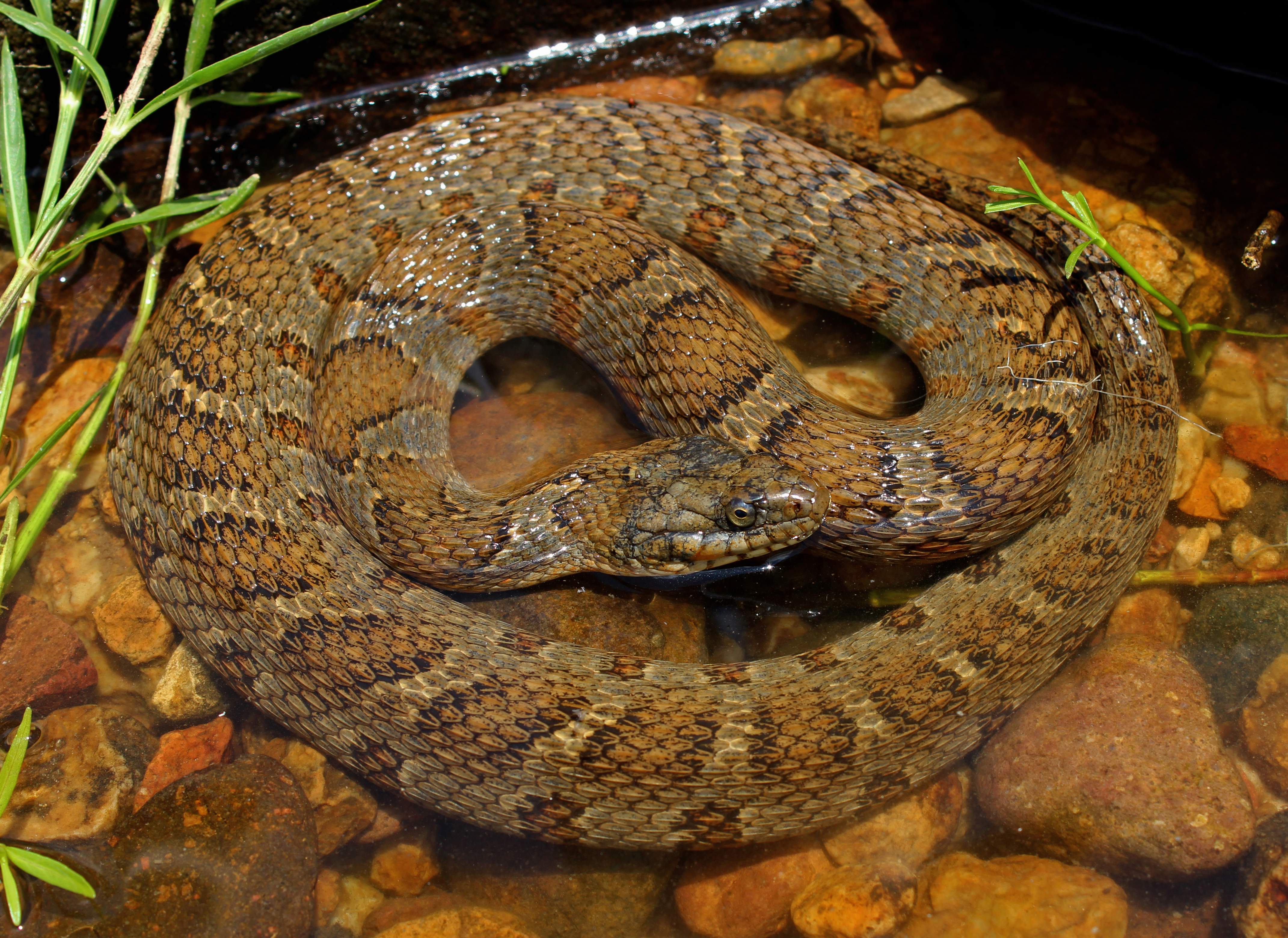
Nerodia sipedon pleuralis
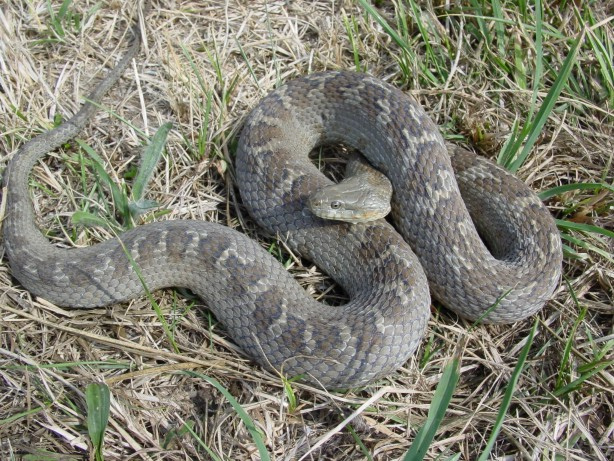
Nerodia sipedon insularum
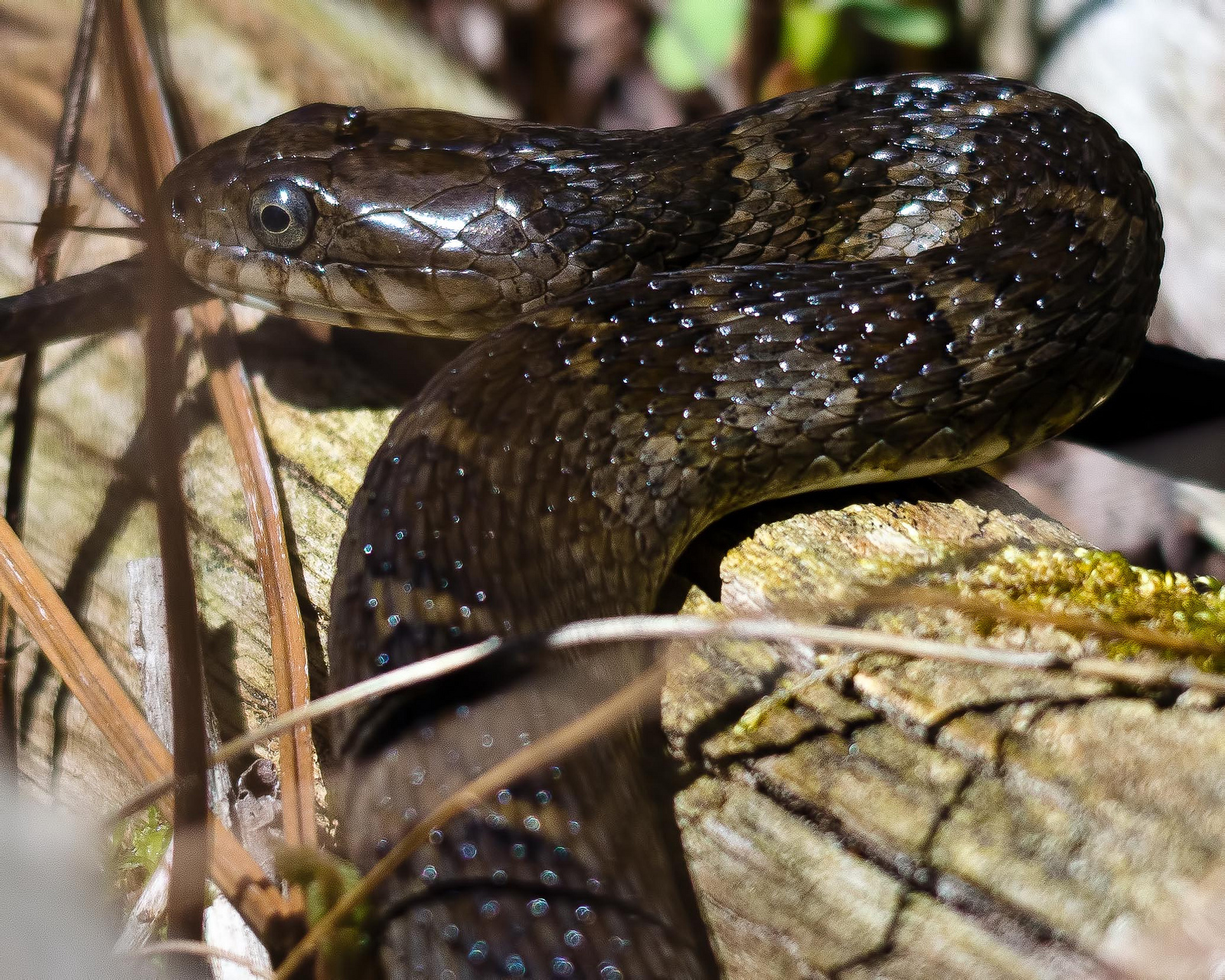
Schwarzbraune Form
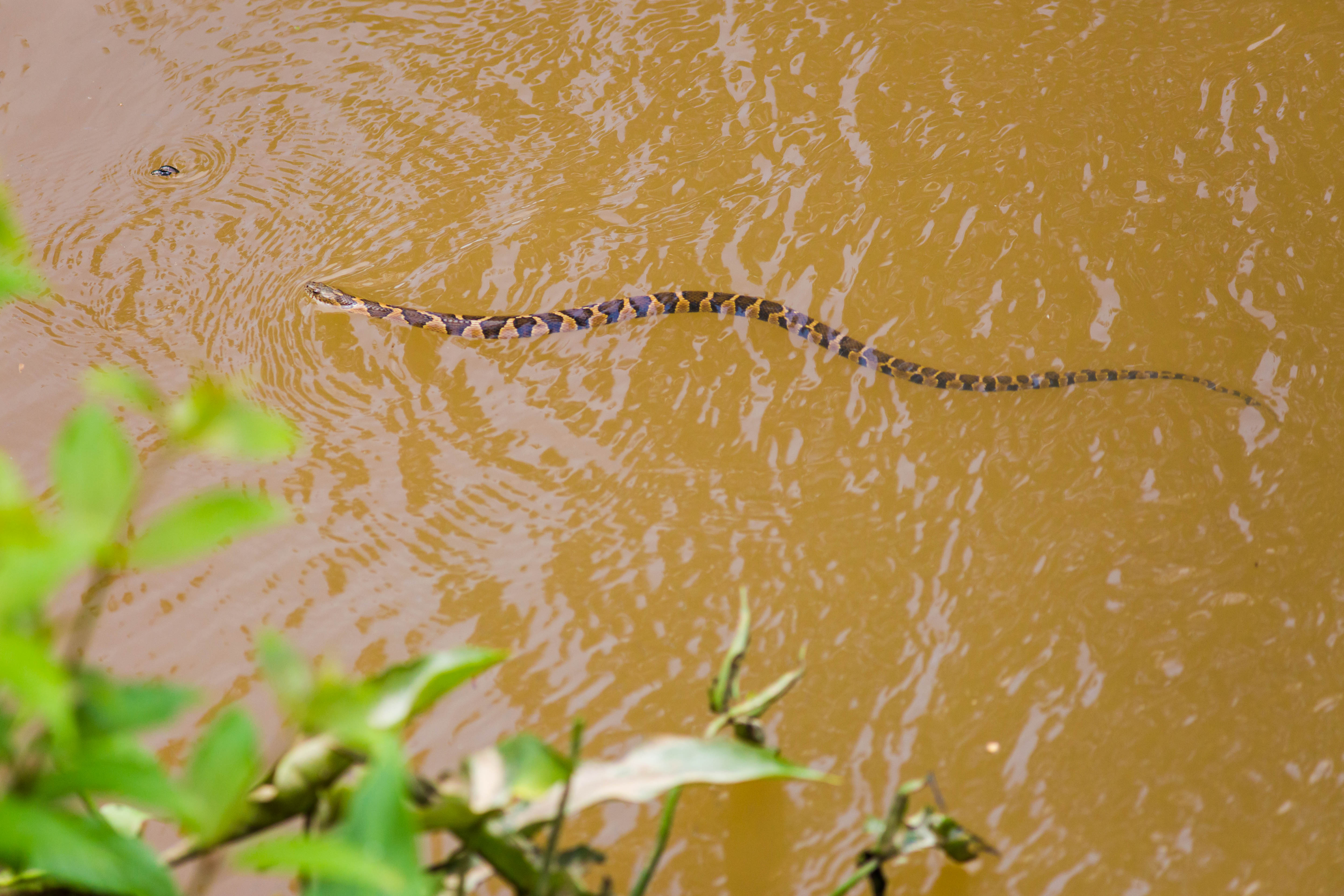
Schwimmendes Exemplar

## Ähnliche Arten
Zuweilen wird die Siegelring-Schwimmnatter mit der giftigen Wassermokassinotter (Agkistrodon piscivorus) verwechselt, die jedoch kontrastärmer und mit schmalen, unauffälligen Bändern, nicht jedoch mit Flecken gezeichnet ist. Auch hat die Wassermokassinotter einen keilförmigen Kopf mit hervorstehenden Giftdrüsen und wärmeempfindliche Gruben zwischen den Augen und den Nasenlöchern. Die Siegelring-Schwimmnatter hat hingegen einen abgeflachten Kopf, der nur schwach ausladend ist. Aufgrund einer falschen Bestimmung werden Siegelring-Schwimmnattern oft für giftig gehalten und von Menschen unnötig getötet.

## Verbreitung und Lebensraum

Verbreitungsgebiet
gelb: ssp. N. s. sipedon
lila: ssp. N. s. pleuralis
rot: ssp. N. s. insularum
braun: ssp. N. s. williamengelsi

Die Siegelring-Schwimmnatter kommt von der Südostspitze Ontarios durch die östlichen Staaten der USA bis in den Nordwesten Floridas (Umgebung Tallahassee) vor. Die westliche Verbreitung reicht bis an den Rand der Great Plains. Die Art besiedelt vorzugsweise feuchte Gegenden. Sie kommt in Küsten- und Ufergebieten, Flussniederungen sowie in Sumpf- und Moorgebieten oder Auenwäldern vor.

## Unterarten
Folgende Unterarten (ssp.) werden geführt:
- Nerodia sipedon insularum, am Südufer des Eriesees
- Nerodia sipedon pleuralis, Missouri bis Nordwest-Florida
- Nerodia sipedon sipedon, von Ontario bis Kansas und den Süden von North Carolina
- Nerodia sipedon williamengelsi, im Nordosten von North Carolina

## Lebensweise
Zur Nahrungssuche sind die Siegelring-Schwimmnattern hauptsächlich am Tag aktiv. An überhängenden Ästen sonnen sie sich gerne und halten nach Beute Ausschau. Während der Ruhephasen suchen sie unter flachen Steinen, Baumstämmen oder Brettern Deckung. In der Regel leben sie einzeln. Lediglich während einer Winterpause finden sie sich in Gruppen zusammen. Männchen werden nach zwei, Weibchen nach drei Jahren geschlechtsreif. Weibliche Schlangen generieren in jedem Jahr einen einzigen Wurf. Die Fortpflanzung findet überwiegend zwischen Mitte April und Mitte Juni statt. Unterschiedliche klimatische Bedingungen können zu Abweichungen von diesem Zeitraum führen. Die Tragzeit kann zwischen drei und fünf Monaten dauern. Junge Schlangen werden zwischen Juli und September lebend geboren. Die Wurfgröße kann sehr unterschiedlich ausfallen und zwischen vier und 99 Nachkommen betragen. Große Weibchen neigen dazu, auch große Würfe zu haben. Junge Siegelring-Schwimmnattern werden sofort nach der Geburt unabhängig und müssen für sich selbst sorgen.

## Ernährung

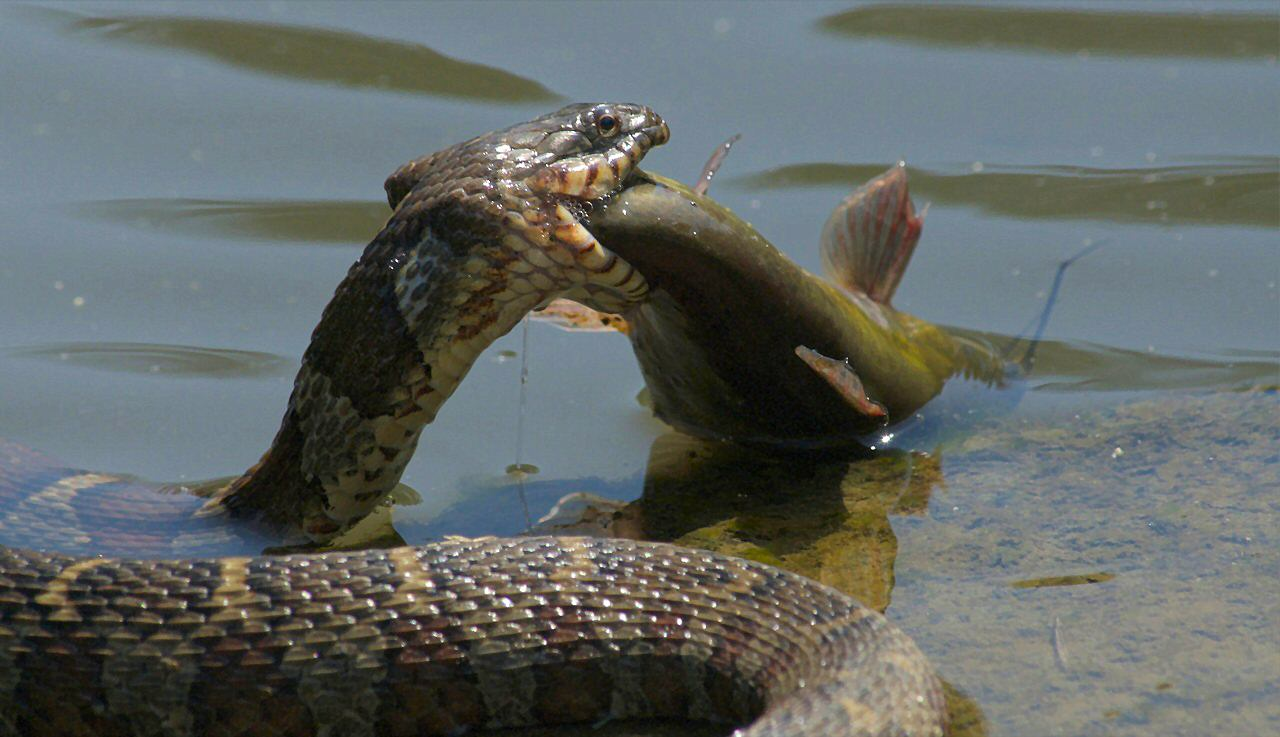
Siegelring-Schwimmnatter, die einen großen Fisch verschlingt

Siegelring-Schwimmnattern sind Fleisch- und Aasfresser. Sie fressen eine Vielzahl von Beutetieren, darunter erwachsene Salamander und Frösche sowie deren Kaulquappen, lebende oder tote Fische, Krebse, große Insekten, Blutegel, andere Schlangen, kleine Schildkröten oder Vögel sowie kleine Säugetiere, beispielsweise Weißfußmäuse (Peromyscus). Zuweilen treiben sie Fischschwärme oder Gruppen von Kaulquappen an den Rand von Gewässern, um viele Tiere kurz hintereinander erbeuten zu können. Siegelring-Schwimmnattern jagen bevorzugt tagsüber, nur gelegentlich auch nachts. Sie überwältigen ihre Beute nicht durch Umschlingen und Ersticken, sondern verschlingen sie lebend.

## Feinde
Bei Gefahr entkommen Siegelring-Schwimmnattern ihren Fressfeinden oft, indem sie über ein Gewässer schwimmen oder unter die Wasseroberfläche tauchen. Maximal können sie anderthalb Stunden unter Wasser bleiben. Wenn sie direkt angegriffen werden, beginnen sie heftig mit dem Kopf zu schlagen und zu beißen. Außerdem setzen sie ein übelriechendes Moschussekret frei oder entleeren sich, um die Räuber abzuschrecken. Zuweilen erbrechen sie auch ihren Mageninhalt. Als Hauptfressfeinde gelten andere Schlangenarten, Waschbären, Stinktiere und Füchse.

## Gefährdung
Die Art ist in ihren Vorkommensgebieten nicht selten und wird demzufolge von der Weltnaturschutzorganisation IUCN als „Least Concern = nicht gefährdet“ klassifiziert.